# Corynosoma sudsuche
Corynosoma sudsuche är en hakmaskart som beskrevs av Belopolskaia 1958. Corynosoma sudsuche ingår i släktet Corynosoma och familjen Polymorphidae. Inga underarter finns listade i Catalogue of Life.